# MAZ-501
Der MAZ-501 (russisch МАЗ-501) war ein sowjetischer Lastwagen aus der Produktion des Minski Awtomobilny Sawods und das erste selbst entwickelte Fahrzeug des Werks. Es handelt sich bei dem Lkw um eine Version des MAZ-200, die insbesondere für die Nutzung in der Forstwirtschaft für den Transport von Langholz konzipiert und mit Allradantrieb ausgestattet wurde. Unter der Bezeichnung MAZ-501W wurde auch eine Variante als Sattelzugmaschine gebaut. Insgesamt entstanden zwischen 1955 und 1966 etwas über 17.000 Exemplare des Lastwagens.

## Fahrzeuggeschichte

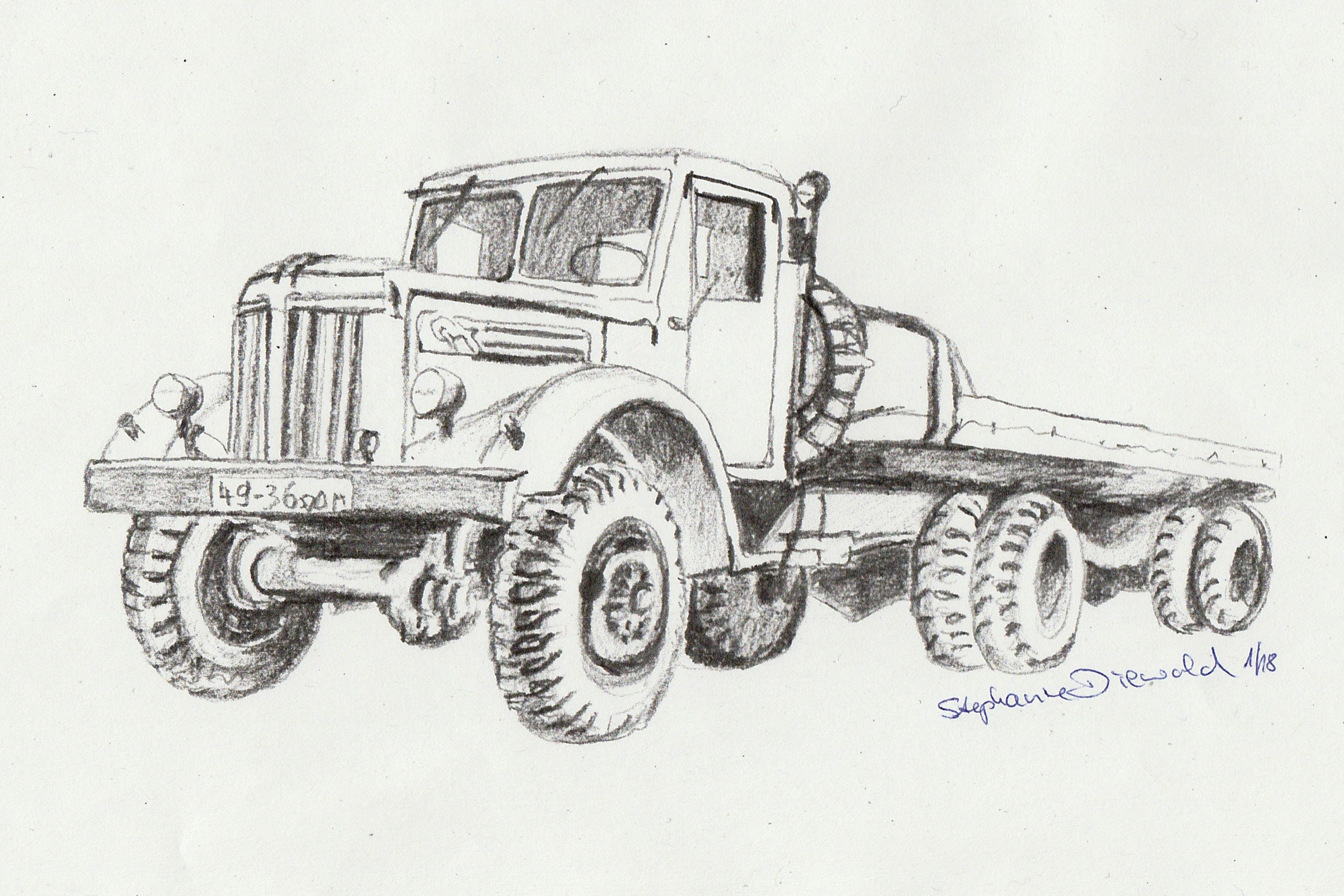
Das gleiche Fahrzeug als Skizze. Gut zu erkennen: Das Vorderachsdifferential als Teil des Allradantriebs (2018)

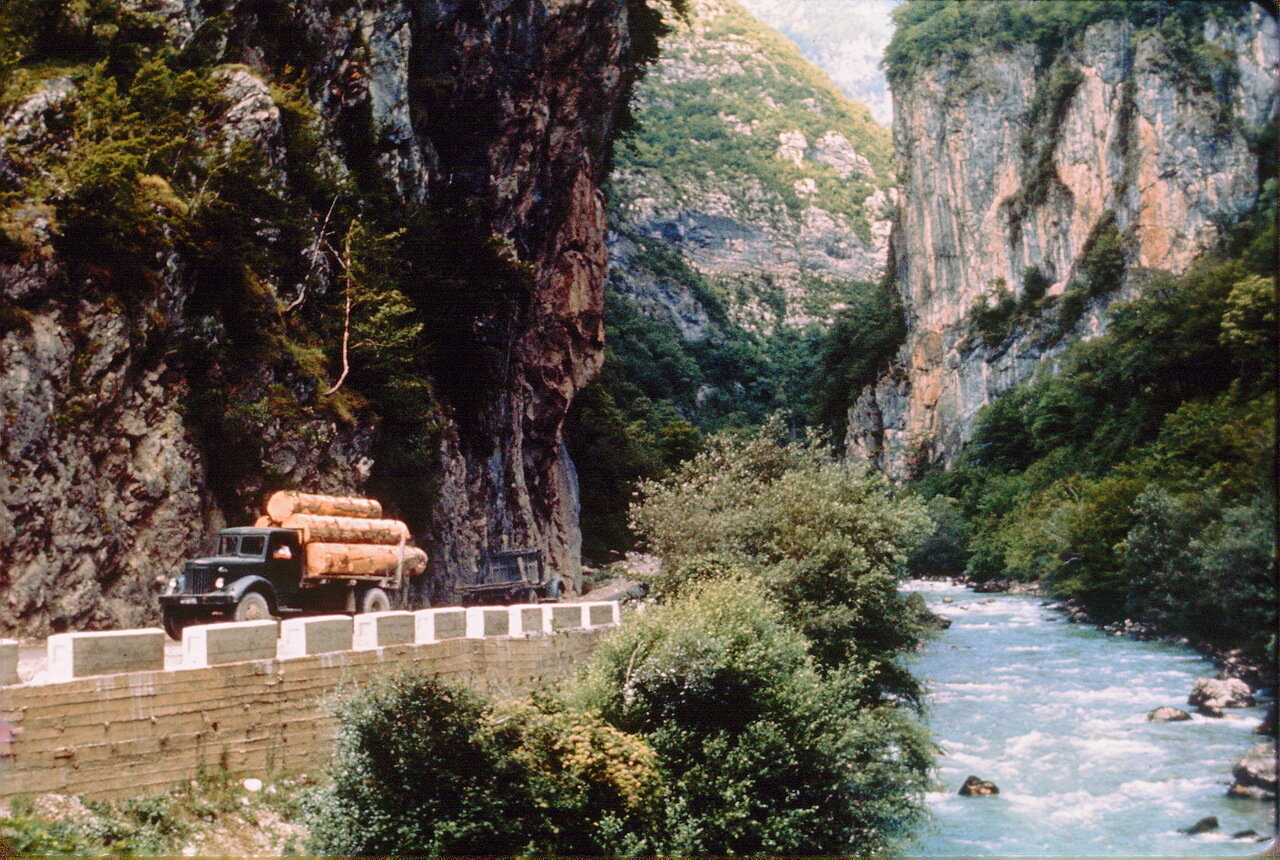
Ein MAZ-501 im Einsatz in Abchasien (1964)

Die Entwicklungsgeschichte des MAZ-501 reicht zurück bis etwa 1944. Zu diesem Zeitpunkt wurde im Jaroslawski Awtomobilny Sawod der JaAZ-200 entwickelt, der dort ab 1947 in Serie gebaut wurde. Die Produktion wurde 1950/51 an das Minsker Automobilwerk abgegeben und das Fahrzeug in MAZ-200 umbenannt. Die Nummer 200 indiziert gemäß der damals gültigen Norm, dass das Modell ursprünglich in Jaroslawl gebaut wurde.
Basierend auf dem MAZ-200 begann das Minski Awtomobilny Sawod bereits 1951 mit der Entwicklung eines Fahrzeugs mit Allradantrieb. Es erhielt die Bezeichnung MAZ-501 woran deutlich wird, dass das Werk in Jaroslawl keinen Anteil mehr an der Konstruktion hatte. Die Nummern 500 bis 549 waren für Fahrzeuge aus Minsk bestimmt. Eigentlich war eine Verwendung beim Militär geplant, die Sowjetarmee zeigte jedoch kein Interesse an dem Lastwagen. Stattdessen wurde das sowjetische Industrieministerium auf das Projekt aufmerksam, das dringend nach leistungsfähigeren Fahrzeugen für die Holzindustrie suchte. Bis 1953 wurde die Konstruktion überarbeitet und die ersten Prototypen für den Langholztransport gebaut. Parallel entwarf das Entwicklungsinstitut NAMI ab 1949 den Prototyp NAMI-012, der auch für die Forstwirtschaft gedacht war, jedoch mit einem Dampfmotor und Holzfeuerung ausgerüstet wurde.
In der späteren Serienproduktion wurden viele Teile des MAZ-200 direkt für den MAZ-501 übernommen. Darunter waren der Zweitakt-Dieselmotor und das Getriebe, aber auch die Karosserie, die Hinterachse und der Rahmen. Letzterer wurde für den Einsatz abseits befestigter Straßen verstärkt. Außerdem wurde das Fahrzeug höher gelegt und so die Bodenfreiheit vergrößert. Dazu wurden Teile der Aufhängung ausgetauscht. Die neu konstruierte Vorderachse übernahm einige Teile des ZIS-151. Neu war auch das Verteilergetriebe mit zwei Gängen. Es übertrug ⅓ der Kraft auf die Vorderachse und ⅔ an die Hinterachse. Die Achsdifferentiale waren sperrbar, das Sperren konnte sowohl manuell als auch automatisch geschehen, wenn ein Rad Traktion verlor.
Außerdem gab es verschiedene kleinere Verbesserungen gegenüber dem MAZ-200. Im Lenkmechanismus wurden die Gleitlager durch Kugellager ersetzt, wodurch die Lenkung leichtgängiger wurde. Teilweise wurden für die Forstarbeit zusätzliche Arbeitsscheinwerfer schon ab Werk montiert. Die Rungen waren schwenkbar auf einem Drehgestell auf dem Lastwagen montiert, um Kurven leichter durchfahren zu können. Außerdem konnten sie in Längsrichtung verschoben werden, um die Achslast zu optimieren.
Die Prototypen wurden erprobt und von staatlichen Stellen die Produktion schließlich genehmigt. Das Fahrzeug erfüllte alle gestellten Anforderungen im Gelände und war beispielsweise in der Lage, Schnee bis zu einem halben Meter Höhe zu durchfahren. Die Serienproduktion begann 1955. Damit war der MAZ-501 der erste Lastwagen aus sowjetischer Produktion mit Allradantrieb, der speziell für die Forstwirtschaft entwickelt wurde.
Im Laufe der Produktion wurden immer wieder Detailverbesserungen am Lkw vorgenommen, darunter an der Beleuchtungsanlage und am Allradantrieb. Die ersten Fahrzeuge hatten noch Fahrerhäuser komplett aus Holz, erst nach etwa 40 Exemplaren begann man damit, sie mit Stahlblech zu verkleiden. Die Heizung wurde mehrfach verbessert, da sie sich als zu schwach erwies. 1962 betrug der Preis für einen MAZ-501, der nicht an Privatpersonen abgegeben wurde, 4300 Rubel. Ein MAZ-200 ohne Allradantrieb kostete dagegen nur 3460 Rubel, was unter dem Preis eines GAZ-M21 Wolga für Privatpersonen lag. Bis Ende der 1950er-Jahre wurden etwa 5700 Exemplare des MAZ-501 gefertigt.
Ab 1956 wurde der sehr ähnliche MAZ-502 für militärische Bedürfnisse gebaut. Er hatte jedoch große Einzelbereifung mit Niederdruckreifen, eine geänderte Übersetzung und verschiedene Extras für den Einsatz beim Militär. Mit dem MAZ-502W wurde auch ein Modell als Sattelzugmaschine gebaut. Es stellte sich jedoch schnell heraus, dass die Konstruktion erhebliche Mängel aufwies. Insbesondere war die Last auf der Hinterachse zu hoch und aufgrund der schmaleren Bereifung die Traktion bei winterlichen Bedingungen im Gelände eher schlecht. Entsprechend wurde ab 1956 eine Sattelzugmaschine auf Basis des MAZ-501 entwickelt. Die Serienproduktion des als MAZ-501W bezeichneten Lastwagens, von dem man sich bessere Ergebnisse erhoffte, begann in der zweiten Hälfte des Jahres 1957. Er erhielt mit dem JaAZ-204W den gleichen Motor wie der MAZ-502, der 135 PS (99 kW) leistete. Da der Treibstoffverbrauch mit bis zu 60 l/100 km sehr hoch war, ergänzte man einen zweiten Kraftstofftank mit ebenfalls 225 l Fassungsvermögen. Von 1958 bis 1962 produzierte MAZ zudem mit dem MAZ-5245B und MAZ-5245W Sattelauflieger für beide Typen Sattelzugmaschinen. Der MAZ-5245B war für militärische Ausrüstung gedacht, der MAZ-5245W für den Transport von Soldaten mit Klappsitzen ausgestattet. Beide Auflieger waren druckluftgebremst.
Die Serienproduktion des MAZ-501 dauerte bis 1966, Nachfolger wurde der MAZ-509, der auf dem MAZ-500 basiert. Nach Ende der Produktion wurden die Lkw der ersten Generation, die einen Vierzylinder-Dieselmotor mit 110 PS (81 kW) erhalten hatten, häufig im Zuge von Generalreparaturen auf Sechszylindermotoren vom Typ JaAZ-206A mit 165 PS (121 kW) umgerüstet. Auch diese Motoren waren Zweitakt-Dieselmotoren, es gab sie jedoch nicht ab Werk. Einige der letzten Exemplare des MAZ-501W erhielten schon den Motor des MAZ-500, den V6-Viertakt-Dieselmotor JaMZ-236 mit 180 PS (132 kW).
Die Fahrzeuge waren häufig harten Arbeitsbedingungen ausgesetzt und verschwanden bis Ende der 1970er-Jahre aus dem Straßenverkehr. Von den 17.198 gebauten Exemplaren des MAZ-501 ist heute keines mehr in fahrbereitem Zustand bekannt. Selbst vom Nachfolger MAZ-509 sind nur noch wenige Exemplare erhalten. Dagegen sind mehrere MAZ-502 erhalten geblieben, obwohl die produzierten Stückzahlen geringer waren. Im Gegensatz zum MAZ-501 waren sie häufig mit Spezialaufbauten ausgerüstet und erfuhren kaum schwere Einsätze, auch nachdem sie bei der Armee aus der Reserve ausgemustert wurden.

## Technische Daten
Die hier aufgeführten Daten gelten für den MAZ-501, wie er vom Hersteller in der letzten Generation bis 1966 gefertigt wurde.
- Motor: Vierzylinder-Zweitakt-Dieselmotor
- Motortyp: JaAZ-204A
- Leistung: 120 PS (88 kW) bei 2000 min−1
- Hubraum: 4,65 l
- Bohrung: 108,0 mm
- Hub: 127,0 mm
- maximales Drehmoment: 461 Nm bei 1200–1400 min−1
- Verdichtung: 17:1
- Getriebe: manuelles Fünfgang-Schaltgetriebe mit Rückwärtsgang, 1. Gang unsynchronisiert
- Untersetzungsgetriebe: manuell schaltbar, zweistufig
- Höchstgeschwindigkeit: 45,0 km/h
- Treibstoffverbrauch: 60 l/100 km
- Tankinhalt: 225 l
- Bordspannung: 24 V
- Lichtmaschine: 250 W
- Anlasser: Typ ST26, 11 PS
- Batterie: 2 × 128 Ah, 12 V, in Reihe verschaltet
- Antriebsformel: 4×4

Abmessungen und Gewichte
- Länge: 6700 mm
- Breite: 2638 mm
- Höhe: 2650 mm
- Radstand: 4520 mm
- Wendekreis: 23 m
- Spurweite vorne: 1950 mm
- Spurweite hinten: 1920 mm (Doppelbereifung)
- Bodenfreiheit: 290 mm
- Leergewicht: 7600 kg
- Zuladung (Lkw): 5000 kg
- zulässiges Gesamtgewicht: 12.825 kg
- Achslast vorne: 4475 kg
- Achslast hinten: 8350 kg
- Nutzlast insgesamt: 15.000 kg
- zulässiges Gesamtgewicht des Zuges: 29.000 kg auf befestigten Straßen
- Reifengröße: 12,00-20″